# Рипе ди Чеперано (Асколи Пичено)
Рипе ди Чеперано (итал. Ripe di Cepperano) насеље је у Италији у округу Асколи Пичено, региону Марке.
Према процени из 2011. у насељу је живело 15 становника. Насеље се налази на надморској висини од 424 м.